# Hexatoma grahami
Hexatoma grahami là một loài ruồi trong họ Limoniidae. Chúng phân bố ở miền Cổ bắc.